# Lavazza

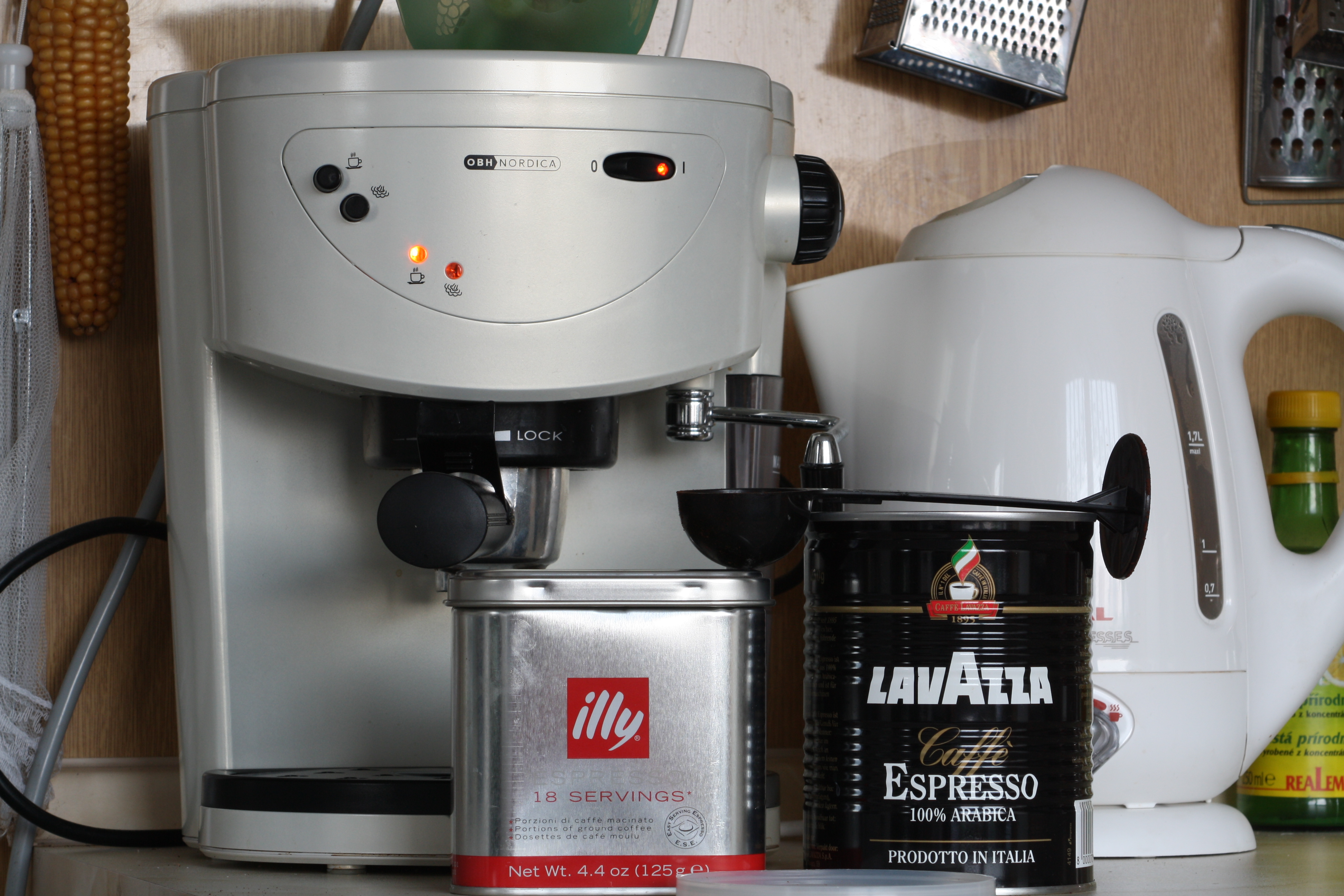
Plechovky s kávou firem illy a Lavazza

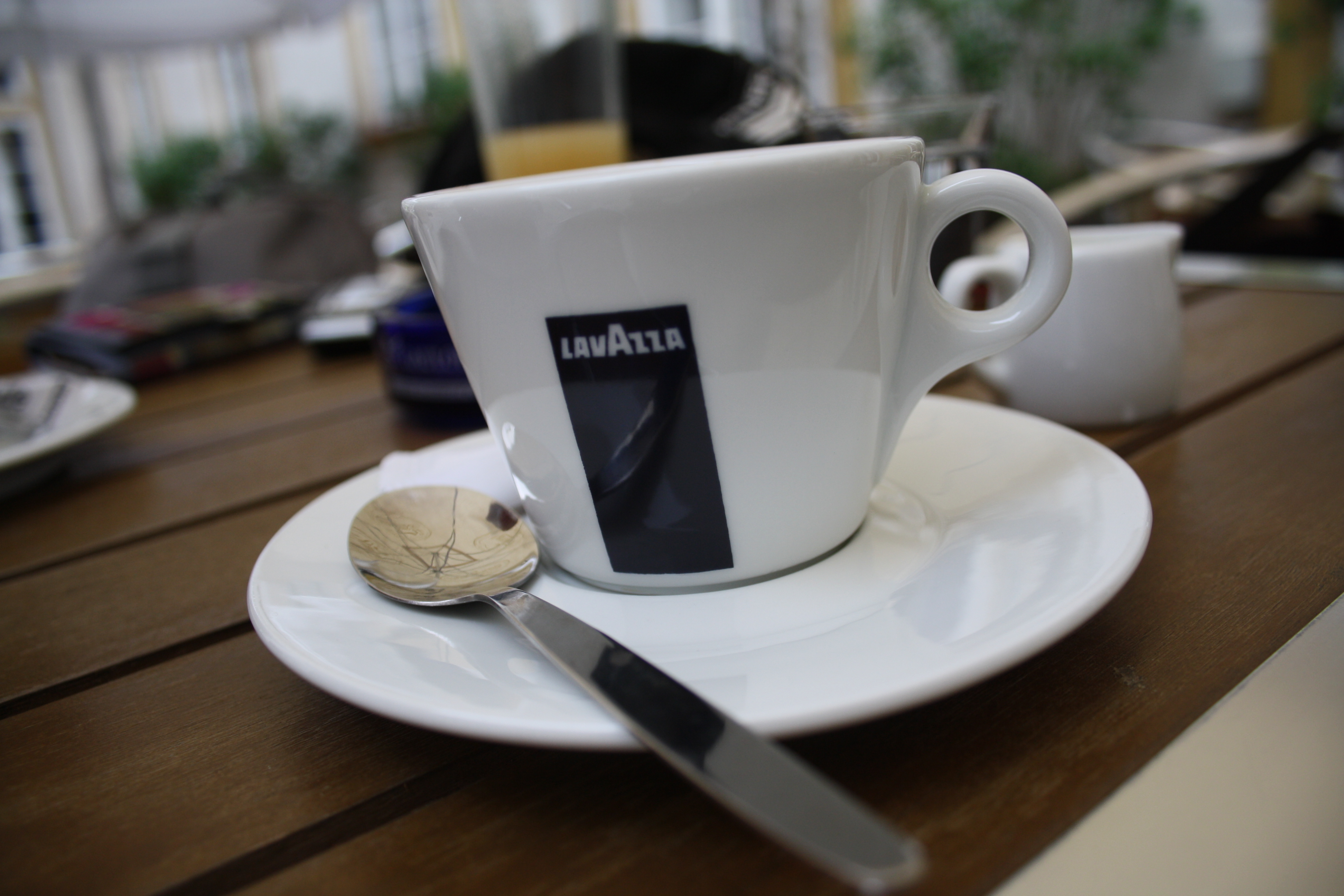
Hrneček firmy Lavazza

Luigi Lavazza S.p.A. je italská společnost vyrábějící kávové produkty. Společnost byla založena v Turíně v roce 1895 Italem Luigim Lavazzou, společnost sídlila v malém obchůdku na Via San Tommaso 10. Společnost je momentálně řízena členy třetí a čtvrté generace rodiny Lavazzových.
Společnost Lavazza se spolu s Argotecem podílela na vývoji kávovovaru ISSpresso pro Mezinárodní vesmírnou stanici.

## Káva
Společnost Lavazza dováží kávu z celého světa, tj. z Brazílie, Kolumbie, Guatemaly, Kostariky, Hondurasu, Ugandy, Indonésie a Vietnamu. Soustavná produkce je zajišťována vývojem projektu ¡Tierra!, tento projekt rozvíjí zemědělství v Hondurasu, Kolumbii a Peru.